# Аракани
Аракани (авар. Гьаракӏуни) — село в Унцукульском районе Республики Дагестан, центр сельсовета Араканский.

## Географическое положение
Село расположено на юго-западе района, на границе с Гергебильским районом. Ближайшие сёла Майданское и Зирани. Через село протекает река. Поблизости от села проходит автомобильная дорога Буйнакск—Аргун.

## История

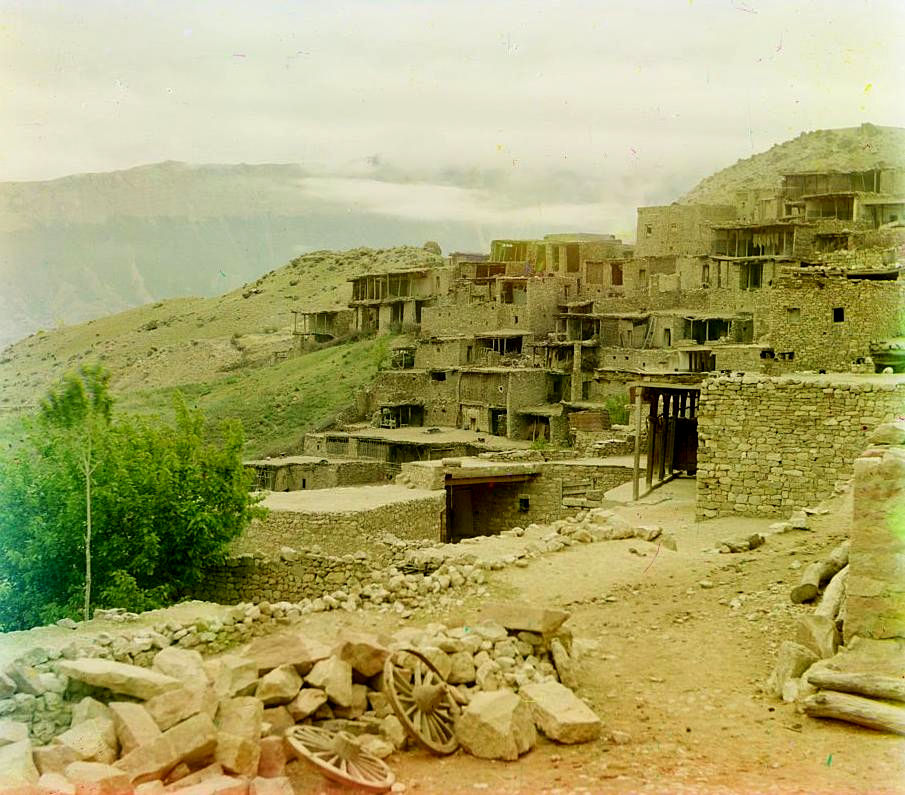
Фотография аула Аракани Прокудина-Горского (1904 года)

В апреле 1904 г. Аракани посетил известный русский фотограф С. М. Прокудин-Горский, который сделал серию цветных снимков аула и его жителей.
До 1927 года в Аракани действовало медресе, основанное Саидом Араканским, которое являлось крупным центром арабистики Северного Кавказа и Закавказья.

## Население
| 1888  | 1895  | 1926 | 1939 | 1970  | 1989  | 2002  |
| ----- | ----- | ---- | ---- | ----- | ----- | ----- |
| 1051  | ↗1190 | ↘882 | ↗962 | ↗1063 | ↗1178 | ↗1735 |
| 2010  | 2021  |      |      |       |       |       |
| ↘1640 | ↗1672 |      |      |       |       |       |

## Известные уроженцы
- Джамалудинов, Магомед Казиевич — Народный художник России.
- Гаджиев, Гаджи Муслимович — Заслуженный тренер России
- Нурмагомедов, Магомед Гаджиевич (1909-?) — учёный-арабист[12]
- Саид Араканский (1763—1834) — арабист, основатель араканского медресе[3]

## Топографические карты
- Лист карты K-38-58 Хунзах. Масштаб: 1 : 100 000. Состояние местности на 1983 год. Издание 1984 г.